# Фердинанд III (Тоскана)
Фердинанд III, с рождено име Йозеф Йохан Баптист фон Хабсбург-Тоскана (на италиански: Ferdinando III d’Asburgo-Lorena; на немски: Ferdinand III, Joseph Johann Baptist von Habsburg-Toskana; * 6 май 1769, Флоренция; † 18 юни 1824, Флоренция), от фамилията Хабсбург-Лотаринги, е велик херцог на Великото херцогство Тоскана (1790 – 1801) и след това като Фердинанд (I) курфюрст на Залцбург (1803 – 1806) и велик херцог на Вюрцбург (1806 – 1814).

## Живот
Той е вторият син на велик херцог Петер Леополд I (1747 – 1792) и инфанта Мария-Лудовика Бурбон-Испанска (1745 – 1792).
На 22 юли 1790 г. баща му става император (Леополд II) на Свещената Римска империя, а той велик херцог на Тоскана.
През 1803 г. Фердинанд става курфюрст на Залцбург. На 30 септември 1806 г. курфюрст Фердинанд Хабсбургски влиза в Рейнския съюз и взема титлата велик херцог на Вюрцбург, вместо курфюрст Залцбург. През 1814 г. земите му отиват на Бавария. Той се връща в Тоскана, където умира през 1824 г. във Флоренция.

## Фамилия
Първи брак: на 19 септември 1790 г. във Виена с принцеса Луиза-Мария Бурбон-Неаполитанска (1773−1802), втората дъщеря на крал Фердинанд I от Двете Сицилии и Мария-Каролина Австрийска, дъщеря на императрица Мария Терезия. Те имат шест деца:
- Каролина Фердинанда (* 2 август 1793, † 5 януари 1802)
- Франц Леополд (* 15 септември 1794, † 18 май 1800)
- Леополд, (* 3 октомври 1797, † 29 януари 1870), велик херцог на Тоскана (1824 – 1859)
- Мария Луиза (* 30 август 1799, † 15 юни 1857)
- Мария Терезия (* 21 март 1801, † 12 януари 1855), омъжена за крал Карл Алберт от Сардиния-Пиемонт
- мъртвороден син (*/† 19 септември 1802)

Втори брак: на 6 май 1821 г. във Флоренция с принцеса Мария Фердинанда Саксонска (1796 – 1865), втората дъщеря на принц Максимилиан Саксонски (1759 – 1838) и Каролина Бурбон-Пармска (1770 – 1804), дъщеря на херцог Фердинанд I Пармски. Тя е сестра на нейната свекърва Мария Анна. Бракът е бездетен.